# Ібіс
Ібіс (Threskiornis) — рід птахів родини ібісових (Threskiornithidae). Зустрічаються у теплих регіонах Старого Світу: Південній Азії, Африці та Австралії.

## Види
Рід включає 5—6 видів, один з яких є вимерлим:
- Ібіс священний (Threskiornis aethiopicus)
- Ібіс мадагаскарський (Threskiornis bernieri)
- Ібіс сивоперий  (Threskiornis melanocephalus)
- Ібіс молуцький (Threskiornis moluccus)
- Ібіс австралійський (Threskiornis spinicollis)
- †Ібіс реюньйонський (Threskiornis solitarius)